# Associated Marketing Services
Associated Marketing Services eller bara AMS är en europeisk inköpsorganisation för dagligvaruhandeln. AMS grundades 1987 för att eftersträva ett starkare europeiskt samarbete och gemensamma inköp. Dagligvaruhandelsföretaget Ica är gruppens svenska medlem. AMS äger varumärket Euro Shopper.

## Medlemmar i AMS
AMS bestod 2011 av 14 olika europeiska dagligvaruhandelsaktörer vilka även är ägare av AMS, dock är tre av organisationens medlemmar endast medlemmar och ej ägare, dessa är Booker, Elomas och Hagar.
| Affärskedja:                          | Land:          |
| Ica                                   | Sverige        |
| Ahold NV                              | Nederländerna  |
| Caprabo SA                            | Spanien        |
| Dansk Supermarked Gruppen             | Danmark        |
| Edeka Zentrale AG                     | Tyskland       |
| Jeronimo Martins & Filhos SA/ Uniarme | Portugal       |
| Kesko Food                            | Finland        |
| Morrisons                             | Storbritannien |
| Superquinn                            | Irland         |
| Migros                                | Schweiz        |
| Esselunga                             | Italien        |
| Delhaize                              | Belgien        |
| Systeme U                             | Frankrike      |
| Booker                                | Storbritannien |
| Elomas                                | Grekland       |
| Hagar                                 | Island         |